# Cypha ovulum
Cypha ovulum är en skalbaggsart som först beskrevs av Oswald Heer 1839.  Cypha ovulum ingår i släktet Cypha, och familjen kortvingar. Enligt den finländska rödlistan är arten nära hotad i Finland. Arten är reproducerande i Sverige. Artens livsmiljö är fuktiga gräsmarker, dikesrenar.